# FC Volendam

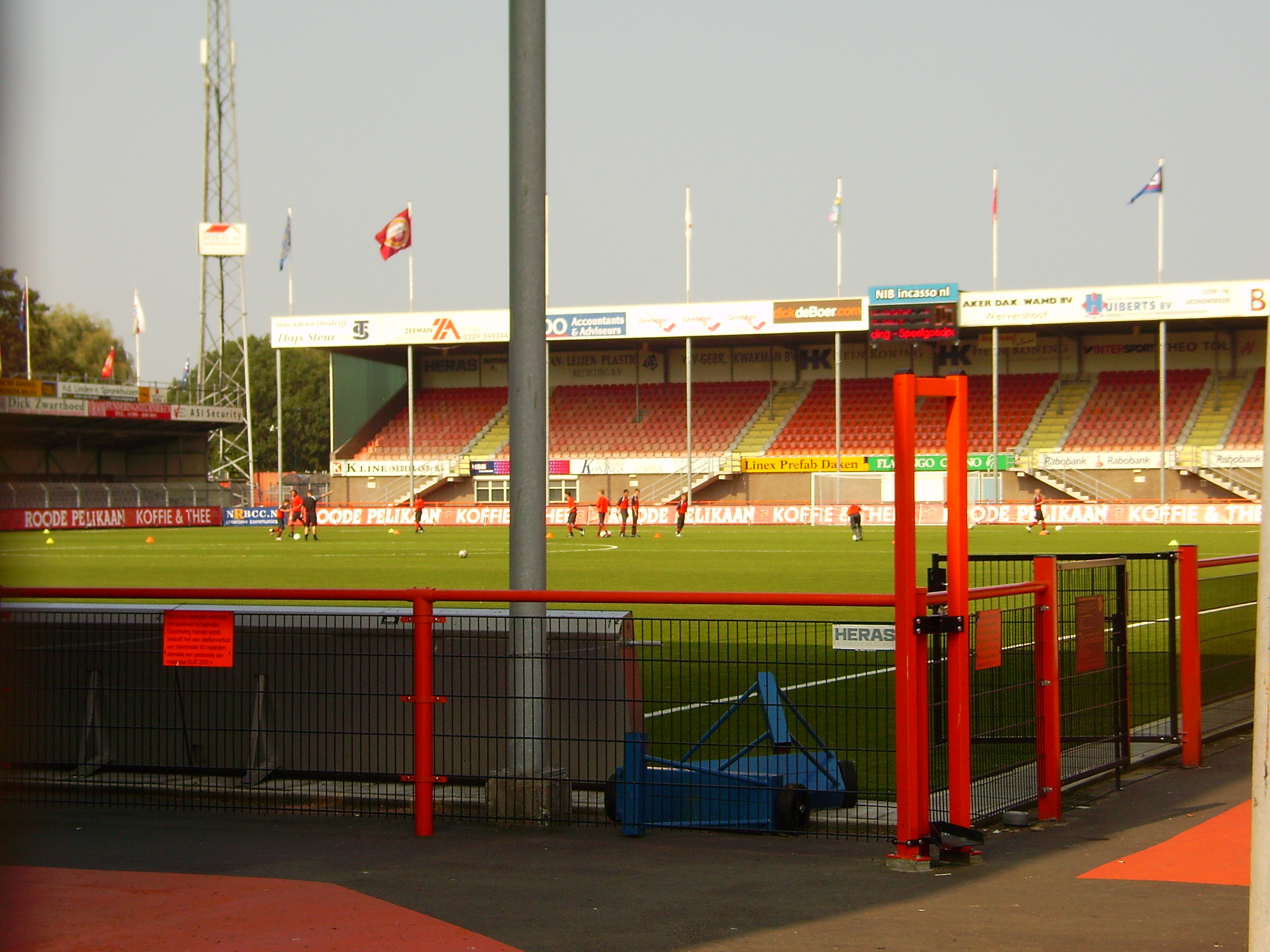
Kras Stadion

FC Volendam je nizozemský fotbalový klub z města Volendam, který byl založen roku 1920 (v roce 1977 pak vznikl profesionální fotbalový oddíl odštěpením od RKSV Volendam). Hřištěm klubu je Kras Stadion s kapacitou 8 500 diváků postavený roku 1975. Klubové barvy jsou oranžová a černá.

## Historie
Football Club Volendam byl založen jako Victoria 1. června 1920 místními rybáři. Od roku 1923 se již nepoužívá jméno Victoria a klub je nazýván jménem města Volendam. Roku 1977 se RKSV Volendam rozdělil na RKSV (non-profi) a FC Volendam (profesionální oddíl). Tento stav trvá dodnes.
Se šesti tituly (k roku 2013) je to jeden z nejúspěšnějších klubů nizozemské druhé ligy Eerste Divisie.

## Úspěchy
- Eerste Divisie: 6× vítěz (1958/59, 1960/61, 1966/67, 1969/70, 1986/87, 2007/08)[2]
- Nizozemský fotbalový pohár: 2× finalista (1957/58, 1994/95)[3]

## Slavní hráči
- Wim Jonk
- Michael Reiziger
- Dick Tol

## Čeští hráči v klubu
Seznam českých fotbalistů, kteří oblékali dres klubu FC Volendam:
- Vít Valenta[4]